# 波乗りパイレーツ
「波乗りパイレーツ」は、1979年7月にリリースされた日本のアイドルグループ・ピンク・レディーの13枚目のシングルである。

## 解説
- B面収録のU.S.A.吹込盤はA面と同じ「波乗りパイレーツ」であるが、米国で録音されたもので若干のアレンジのほか、バックコーラスとしてザ・ビーチ・ボーイズが参加している。ただし、バンド名義ではなくメンバー名義でクレジットされている。中心メンバーであるブライアン・ウィルソンもコーラスに参加していた。実質的なプロデュースはブルース・ジョンストンが担当。
- オリコン及びTBSテレビ「ザ・ベストテン」共に、ピンク・レディーとしてシングルが10位以内に入っていたヒット曲は、同作品が最後となった。

## 収録曲
1. 波乗りパイレーツ（日本吹込盤）
  - 作詞：阿久悠／作曲・編曲：都倉俊一
2. 波乗りパイレーツ（U.S.A.吹込盤）
  - 作詞：阿久悠／作曲：都倉俊一／編曲:Paul Fauerso

## U.S.A.吹込メンバー
- コーラス：ブライアン・ウィルソン、マイク・ラヴ、カール・ウィルソン、ブルース・ジョンストン、ポール・フィエルソ
- ドラムス：エディー・テュドゥリー
- ギター&ベース：エド・カーター
- キーボード&パーカッション：ポール・フィエルソ